# 瓦科特冰川
78°14′S 163°15′E / 78.233°S 163.250°E
瓦科特冰川（英語：Walcott Glacier）是南極洲的冰川，處於拉迪安冰川和豪欽冰川之間，從皇家學會嶺注進瓦科特灣，該冰川以美國地質調查局主席命名。